# 加約韋 (科澤列齊區)
51°4′45″N 31°6′21″E / 51.07917°N 31.10583°E
加約韋（烏克蘭語：Гайове）是位於烏克蘭北部切爾尼希夫州裏切爾尼希夫區的村莊，始建於1653年，面積1.32平方公里，海拔高度121米，2001年人口235，人口密度每平方公里178.03人。